# Maestro Metal
Maestro Metal es un personaje ficticio de la editorial Marvel Comics creado por Stan Lee y Steve Ditko, El seudónimo de maestro metal ha sido utilizado por dos personajes ficticios en los impresos de Marvel Molyb y Molyn. 

## Historia de publicación
El primer Metal Master (Molyb) apareció por primera vez en "The Incredible Hulk" # 6 (marzo de 1963), y fue creado por Stan Lee y Steve Ditko. El personaje aparece posteriormente en "Rampaging Hulk" # 3 (junio de 1977), ROM # 30 (mayo de 1982) y "Maximum Security" # 2 (diciembre de 2000). Metal Master recibió una entrada en el Nuevo manual oficial de "Marvel Universe A-Z # 7" (2006).
El segundo Metal Master (Molyn) apareció por primera vez en Avengers # 676 y fue creado por Mark Waid, Al Ewing, Jim Zub y Pepe Larraz.

## Origen del personaje

### Molyb
Molyb es un conquistador proveniente del planeta Astra, el segundo planeta contando desde su estrella, está habitado por seres de forma humanoide los mismos que cuentan con el poder mental de dar forma y controlar el metal, son capaces de realizar viajes interestelares a través del espacio, los Astranos viven en una sociedad teocrática sometida leyes en la que las tres cuartas partes de su población la forman sacerdotes o artistas (principalmente escultores que moldean el metal con sus mentes). de aquí surge Molyb, un astrano más poderoso que la mayor parte de sus semejantes; Molyb se dio cuenta de que sus poderes también podrían usarse para la conquista. Debido a esto, Molyb fue considerado un criminal por sus compañeros y exiliado en nuestro espacio. Durante años, viajó por el universo en busca de un mundo rico en recursos metálicos que estaría listo para la conquista. Finalmente, llegó a la Tierra y anunció públicamente que tomaría el control completo del planeta a menos que las fuerzas del mundo se rindieran incondicionalmente en un plazo de veinticuatro horas.
El científico Bruce Banner se dio cuenta de que su alter ego Hulk, era el único ser en la Tierra lo suficientemente poderoso como para detener al denominado "Maestro del metal". Usando un proyector de rayos gamma, propició su transformación en Hulk y luchó contra el invasor. después de una ardua batalla con el gigante, el maestro del metal cayó derrotado y exiliado de la Tierra tuvo que regresar a su planeta natal.
Al regresar a Astra, el maestro del metal se dio cuenta de que había sido engañado por Hulk y sus allegados. Regresó a la Tierra para analizar sus metales, para saber si alguno de ellos era capaz de fracasar en sus planes. Allí se encontró y peleó con Rom the Spaceknight. Al confundir a Rom con un humano, Metal Master intentó tomar el control de su armadura. Dado que la armadura de Rom se fusionó con sus células vivas, este intento fracasó y el maestro del metal se alejó en shock por haber aparentemente encontrado un metal que no podía controlar. 
En algún momento posterior, Molyb fue condenado por el Cónclave de los Siete Planetas a vivir su vida en una prisión de tortura en el espacio profundo. Allí, conoció a otros presos, Absorbing Man, Blinky, Raava y Black Bolt, con quienes eventualmente intentó escapar. 
A pesar de que el intento inicial fracasó, la mascota de Black Bolt, Lockjaw, acudió en su ayuda, dando a los cautivos la oportunidad de volver a intentarlo. Después de atravesar serios problemas con el encargado de la cárcel quien fue asesinado, los internos escaparon. Molyb se despidió de sus compañeros de celda y se dispuso a expiar sus malas acciones.

### Poderes y Habilidades
El Maestro del metal posee magnetocinesia que le permite tener el poder de manipular mentalmente todas las sustancias metálicas, moldeándolas en la forma que desee. También podía mover sustancias metálicas de manera telequinética de una ubicación a otra a diferentes velocidades y con diversos grados de fuerza. Su dominio sobre este poder era tan fuerte que podía mover un objeto metálico pesado con la fuerza suficiente para dejar inconsciente incluso a Hulk.
| Habilidades           | Escala sobre 10 |
| --------------------- | --------------- |
| Fuerza                | 2               |
| Inteligencia          | 2               |
| Velocidad             | 4               |
| Durabilidad           | 2               |
| Proyección de energía | 5               |
| Habilidades de pelea  | 1               |

### Versiones alternas[5]
| Crossoververse (Earth-7642) | Techno-Art movie by Bereet (Earth-7711) | Spidey Super Stories (Earth-57780) |